# Phoenix Rising
Phoenix Rising — концертный CD/DVD британской рок-группы Deep Purple, содержащий отреставрированное концертное видео Rises Over Japan и документальный фильм о Deep Purple Mark III и Mark IV (включающий интервью с Лордом и Хьюзом).

## История
Неполная аудиозапись концерта в Японии вышла в низком качестве в 1977 году на пластинке Last Concert in Japan, в 2001 году запись была отреставрирована и выпущена на CD This Time Around: Live in Tokyo. Документальный фильм рассказывает о группе периодов Mark III и Mark IV, подробно касается происшествия в Джакарте в 1975 году и повествует о наркотической зависимости Болина и Хьюза, а также о событиях, повлиявших на роспуск группы в 1976 году.

## Список композиций

### DVD / Blu-ray
Rises Over Japan
1. «Burn»
2. «Love Child»
3. «Smoke on the Water»
4. «You Keep on Moving»
5. «Highway Star»

Gettin’ Tighter
The untold story of the 1975/1976 MKIV World Tour — документальный фильм

### CD
1. «Burn» (8:09 Longbeach)
2. «Getting Tighter» (15:04 Japan)
3. «Love Child» (4:23 Japan)
4. «Smoke on the Water» (including «Georgia») (9:29 Japan)
5. «Lazy» (includes drum solo) (11:41 Japan)
6. «Homeward Strut» (5:44 Longbeach)
7. «You Keep on Moving» (5:44 Japan)
8. «Stormbringer» (9:49 Longbeach)

- Треки, записанные в Японии, взяты с альбома This Time Around: Live in Tokyo
- Треки, записанные в Лонг-бич, взяты с альбома Live at Long Beach 1976

## Состав
- Дэвид Ковердейл: вокал
- Гленн Хьюз: бас-гитара, вокал
- Джон Лорд: орган, клавишные, бэк-вокал
- Томми Болин: гитара, бэк-вокал
- Иэн Пейс: ударные, перкуссия